# نورد گرم منیزیم

## تعریف
نورد یکی از رایج‌ترین و متداول‌ترین روش‌های شکل دهی فلزات است به طوری که بیش از ۸۰٪ فراورده‌های فلزی در سطح جهان با این روش تولید می‌شوند. به‌طور کلی نورد به دو صورت گرم و سرد وجود دارد. در نورد گرم دمای کاری بالای دمای تبلور مجدد است و این امر باعث تبلور مجدد دینامیکی شده که خود موجب ریز شدن دانه‌ها و افزایش استحکام در دمای اتاق می‌شود. همچنین به دلیل دمای بالای فرایند، تنش سیلان کاهش یافته و ماده شکل پذیری بهتری از خود نشان می‌دهد. در شکل زیر تبلور مجدد دینامیکی حین نورد گرم مشاهده می‌شود.
در نورد سرد هدف کاهش ضخامت ورق تحت فشار بسیار زیاد است. از ویژگی‌های این نوع نورد که معمولاً در دمای اتاق و زیر دمای تبلور مجدد انجام می‌گیرد می‌توان به افزایش سختی ماده موردنظر، افزایش نابجایی در ساختار کریستالی و افزایش استحکام تسلیم و کاهش شکل پذیری اشاره نمود.

## نورد گرم منیزیم

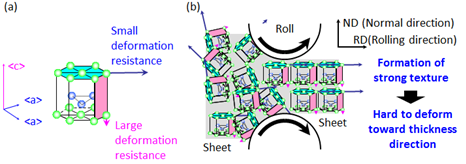
تاثیر فرایند نورد بر بافت منیزیم

انجام عملیات نورد بر روی ورق‌های منیزیمی باعث تشدید شدن شدید بافت قاعده‌ای آن‌ها می‌شود که به صورت شماتیک در تصویر زیر قابل مشاهده می‌باشد. بافت دار شدن ورق منیزیمی باعث ایجاد ناهمسانگردی شدید در این ورق‌ها می‌شود. برای انجام تغییر شکل همگن، حداقل نیاز به ۵ سیستم لغزش فعال می‌باشد. در منیزیم به دلیل ساختار HCP آن تعداد سیستم‌های لغزش کم می‌باشد و به جز سیستم لغزش قاعده‌ای، سیستم لغزش منشوری و هرمی در دما و تنش‌های برشی بیشتر فعال می‌شوند و دوقلویی‌ها نیز به جبران نقصان تعداد سیستم‌های لغزش مستقل فعال، کمک می‌نمایند. برای کاهش میزان تنش برشی فعال شدن سیستم‌های لغزش غیر قاعده‌ای که در نتیجهٔ آن شدت بافت قاعده‌ای نیز کاهش میابد، نورد منیزیم را در دمای ۳۵۰–۴۵۰ سانتی گراد انجام می‌دهند.

## مروری بر پژوهش‌های انجام شده

### تحول میکرو ساختار و بافت و تغییرات خواص مکانیکی حین نورد گرم
در سال ۲۰۰۴ یین و همکارانش رفتار تغییر شکل گرم آلیاژ AZ31 منیزیم نورد گرم شده را مورد بررسی قرار دادند. در بررسی آن‌ها آزمایش کشش تک محوری برای ارزیابی خواص آلیاژ AZ31 منیزیم نورد گرم شده در محدوده دمایی ۵۰ تا ۲۰۰ درجه سانتیگراد و نرخ کرنش تا انجام شد. تبلور مجدد دینامیکی و دوقلویی در حین تغییر شکل گرم توسط میکروسکوپ نوری مشاهده گشت. مشخص گردید که مکانیزم دوقلویی در دمای پایین و مرحلهٔ اولیه تغییر شکل، مکانیزم غالب است و انرژی اعوجاج انباشته شده توسط دوقلویی‌ها دلیل اتفاق افتادن پدیده تبلور مجدد است.
در سال ۲۰۰۶ جین و همکارانش ارتباط تحول میکرو ساختار و تشکیل بافت قاعده‌ای در یک آلیاژ درشت دانه Al-Mg را حین نورد گرم بررسی کردند. نتیجه تحقیقات آن‌ها مشخص ساخت که بافت قاعده‌ای از دوقلویی {۲ ۱–۰ ۱} در مرحله اول نورد سرچشمه می‌گیرد. حین تغییر شکل بعدی، دانه‌هایی که محورc آن‌ها موازی تنش فشاری است نسبت به تبلور مجدد دینامیکی غیر حساس‌اند. این موضوع دلیل اصلی برای تقویت و تشدید بافت قاعده‌ای می‌باشد.
در سال ۲۰۰۵ کیم و همکارانش به بررسی تغییر بافت و میکرو ساختار در نورد گرم نا متقارن ورق از جنس آلیاژ AZ31 منیزیم پرداختند. در نتیجهٔ بررسی آن‌ها نورد گرم نا متقارن منیزیم AZ31 باعث ایجاد گرادیان بافت شد که در آن شدت بافت قاعده‌ای {۰۰۰۲} از بالای سطح به سمت مرکز سطح پایین کاهش یافت، بعد از فرایند آنیل ثانویه شدت در {۰۰۰۲} به‌طور قابل ملاحظه‌ای در سرتاسر ضخامت کاهش یافت و دانه‌ها بر اثر تبلور مجدد استاتیکی غیر پیوسته کوچک شدند.
در سال ۲۰۰۸ ژی و همکارانش تحول میکرو ساختار و بافت آلیاژ AZ31 منیزیم را در طول نورد مورد بررسی قرار دادند. طبق پژوهش آن‌ها ساخت ورق منیزیمی معمولاً شامل چند مرحله نورد گرم، نورد سرد و آنیل واسطه بین آن‌ها می‌باشد. تحول میکرو ساختار و بافت آلیاژ AZ31 در حین فرایندهای بیان شده بوسیلهٔ OM و EBSD مورد بررسی قرارگرفت و مشخص شد که مکانیزم غالب بر میکرو ساختار در نورد گرم، تبلور مجدد دینامیکی و در نورد سرد، تشکیل دوقلویی‌ها می‌باشد. با اعمال آنیل نهایی در ورق نورد سرد شده، تبلور مجدد استاتیکی اتفاق افتاد و شکل پذیری نمونه افزایش یافت و همچنین مشخص شد که ورق از جنس آلیاژ منیزیم بافت قاعده‌ای را ترجیح می‌دهد و بافت‌های منشوری و هرمی نسبتاً ضعیف‌اند. علاوه بر این آنیل نهایی تأثیر چشم گیری در توزیع بافت نداشت.
در سال ۲۰۰۸ فاطمی و همکارانش خواص مکانیکی آلیاژ منیزیم AZ31 نورد گرم شده را در دمای اتاق مورد بررسی قرار دادند. نتایج آن‌ها نشان داد که استحکام و شکل پذیری AZ31 نورد گرم شده در دمای اتاق با افزایش دمای نورد کاهش می‌یابد.
در سال ۲۰۰۹ فی و همکارانش خواص مکانیکی و تحول بافت حین نورد گرم آلیاژ AZ31 منیزیم را مورد بررسی قرار دادند. نتایج بررسی آن‌ها نشان داد که اندازه دانه‌ها به‌طور قابل ملاحظه‌ای بعد از نورد گرم کوچک شدند و خواص مکانیکی ورق بهبود یافت. بافت قاعده‌ای با افزایش نرخ تغییر شکل شدیداً کاهش یافت. تشکیل بافت به فعالیت سیستم لغزش منشوری و غیر قاعده‌ای c+a بستگی داشت که در دو نمونه با کاهش ضخامت ۳۰ و ۵۰ یکسان بودند.
در سال ۲۰۰۹ ژینگ و همکارانش بر روی کاهش اندازهٔ دانه و بهبود خواص آلیاژAZ31 منیزیم توسط نورد گرم تحقیق نمودند. براساس نتایج ناشی از تحقیق آن‌ها مشخص شد که اندازه دانه می‌تواند به وسیلهٔ افزایش تعداد مراحل نورد به دلیل تبلور مجدد مکانیکی ریزتر شود؛ که در تصویر زیر این مسئله قابل مشاهده می‌باشد. با کاهش اندازه دانه استحکام مکانیکی و شکل پذیری آلیاژ بخصوص زمانی که اندازه دانه تا ۵ پس از پنج مرحله نورد کاهش یافت بهبود یافت. استحکام تسلیم و استحکام نمایی کششی و کرنش کششی شکست آن برابر با 211 MPa، 280 MPa و ۲۸٪در جهت عرضی 200 MPa، 268 MPa و ۳۲٪ در جهت نورد بدست آمد.
در سال ۲۰۱۵ گو و همکارانش تحول میکرو ساختار و بافت آلیاژ AZ31 منیزیم را حین نورد گرم با کرنش زیاد در یک مرحله با ۷۰٪ کاهش ضخامت در دمای k823 بررسی نمودند و نتایج نشان داد که دانه‌های فوق ریز در باند برشی و سطح ورق نورد شده پخش شدند، اندازهٔ دانه‌های ریز شده در باند برشی ۰٫۴ الی ۱ میکرو متر بدست آمد که این انداز هٔ ریز به دلیل تبلور مجدد دینامیکی بود. بافت در لایه‌های میانی ورق به صورت بافت قاعده‌ای با تغییر اندک در شدت آن در حین فرایند نورد بدست آمد، در حالی که بافت روی سطح به صورت بافت حالت دو پیک به همراه جدا شدن قطب قاعده در جهت عرضی بود. شدت نسبی این بافت بزرگتر از شدت نسبی بافت در لایهٔ میانی است. توزیع غیر همگن کرنش، مسئول ریز شدن استثنایی دانه‌ها و تحول بافت استثنایی است.
در سال ۲۰۱۴ یونگ و همکارانش تأثیر نورد گرم بر میکرو ساختار، بافت و خواص مکانیکی آلیاژ AZ31 منیزیم تولید شده به وسیلهٔ فرایند ریخته‌گری توأم با نورد را مورد بررسی قرار دادند. در این تحقیق یک ورق منیزیم ساخته شده به وسیلهٔ ریخته‌گری توأم با نورد تحت فرایند نورد گرم در دمای ۴۰۰ قرارگرفت تا تأثیر پارامترهای نورد (سرعت و درصد کاهش ضخامت) بر میکرو ساختار و بافت و خواص مکانیکی مشخص شود. در مقایسه با شرایط ریخته‌گری توأم با نورد، میکرو ساختار نمونه نورد گرم شده ریزتر و همگن تر اما شامل مقادیر زیادی دوقلویی و اختلاف در مقدار دانه‌های تبلور مجدد یافته در مناطق مختلف بود. مشخص شد که میزان تبلور مجدد دینامیکی حین نورد به‌طور قابل ملاحظه‌ای متأثر از درصد کاهش ضخامت است. سرعت نورد تأثیر کمی بر تبلور مجدد دینامیکی داشت. نتایج نشان داد که نورد گرم باعث تقویت بافت‌های ضعیف نمونهٔ تولید شده بوسیلهٔ ریخته‌گری توأم با نورد گردید و بعلاوه ساختار گردن بندی دانه‌ها را در مرز دانه به همراه داشت. تبلور مجدد داخل دوقلویی‌ها که در شکل زیر نیز قابل مشاهده می‌باشد، در نمونه مشاهده گردید. تست‌های مکانیکی مربوط مشخص ساخت که نورد گرم باعث افزایش استحکام تسلیم و به همراه الانگیشن محدود (کمتر از ۱۵٪) شد، اگرچه همین نمونه نورد گرم شده دردمای ۲۰۰ خواص مکانیکی بهتری از خود نشان داد.
در سال ۲۰۱۵ لیو و همکارانش تحول دوقلویی‌ها و بافت و تأثیر آن بر خواص مکانیکی ورق از جنس آلیاژA231 منیزیم تحت پارامترهای مختلف نورد را بررسی نمودند. براساس بررسی آن‌ها آلیاژ AZ31 با اندازه دانه‌های مختلف، شدت بافت قاعده‌ای متفاوت و مدل‌های مختلف دوقلویی توسط نورد گرم تحت دما و کاهش ضخامت مختلف مورد بحث و بررسی قرار گرفتند. مقدار دوقلویی دوگانه، کششی و فشاری در ورق نورد شده به اندازه دانه وابسته بود. بیشترین درصد حجمی سه مدل دوقلویی در دمای 523k تحت کاهش ضخامت %۱۰ زمانی که میانگین اندازه دانه‌ها بیشینه بود بدست آمد. کاهش ضخامت بحرانی برای کامل شدن تبلور مجدد %۳۰ دردمای k 523 و ۴۰٪ و k 473 بود. افزایش استحکام تسلیم به دو دلیل شدت گرفتن، ریزدانه شدن و تشدید بافت قاعده‌ای در مرحله اول مشاهده شد. مشخص شد که زمانی که اندازه دانه با افزایش در میزان کاهش ضخامت زیاد نشود، استحکام تسلیم عمدتاً تحت تأثیر تضعیف بافت است.

### تأثیر پارامترهای نورد بر میکروساختار و خواص مکانیکی
آلیاژهای Mg شکل پذیری محدود و کمی در دمای پایین دارند که این موضوع به دلیل تعداد ناکافی سیستم‌های مستقل لغزش فعال آن‌ها و ساختارHCP آنهاست. از این رو محصولات کار شده Mg، معمولاً در دمای بالا (بالای ۳۰۰ درجه سانتی گراد) که در آن تبلور مجدد مکانیزم غالب تغییر شکل است، تولید می‌شوند که باعث افزایش شکل پذیری می‌گردد. معمولاً برای تولید ورق از جنس منیزیم از نورد گرم چند مرحله‌ای به وسیلهٔ کاهش ضخامت از مقادیر زیاد به کم (۲۰ تا ۳۰ درصد در هر مرحله) استفاده می‌گردد که گرم کردن مجدد بین هر مرحله مورد نیاز می‌باشد در مقایسه با Al و فولاد، تولید پایین، انژی مصرفی بالا و گران بودن نورد ورق‌های منیزیمی کاربرد آن‌ها را محدود ساخته است. اخیراً توسط تعداد زیادی از محققین گزارش شده‌است که توسط نورد با سرعت بالا (HSR) می‌توان قابلیت نورد را بالا برد کوه و همکارانش و لی و همکارانش نشان دادند که به میزان کاهش ضخامت % ۶۰ در یک مرحله در ورقی از جنس منیزیم توسط سرعت نورد 2000 m / min از دمای اتاق تا c 350 می‌توان رسید. مطالعه پیشین نیز نشان داد که در ورق منیزیمی AZ31 می‌توان تا %۷۲ کاهش ضخامت را در یک مرحله نورد توسط سرعت 1000 m /min در دمای ۱۰۰ انجام داد، در حالی که همین ورق در کاهش ضخامت %۳۷ توسط سرعت 15 m/min دچار شکست می‌شود. قابلیت نورد بهتر در اثر HSR به دلیل فعال شدن مکانیزم‌های کارنرمی بیشتر مانند تبلور مجدد دینامیکی، افزایش سیستم‌های لغزش و دوقلویی اتفاق می‌افتد. در دمای تغییر شکل پایین (کمتر از ۲۰۰ درجه سانتی گراد) دوقلویی‌های شامل تبلور مجدد دینامیکی در منیزیم گزارش شده‌است این مکانیزم تبلور مجدد شامل تشکیل دوقلویی، تغییر شکل مرزهای دوقلویی به سمت مرز دانه‌هایی با زاویه زیاد و سپس حرکت مرز دانه است اگرچه دوقلویی‌های بزرگ باعث شکست می‌شوند در دمای (۲۰۰–۳۰۰) تبلور مجدد دینامیکی و پیوسته که شامل بازآرایی و جذب پیوسته نابجایی‌ها در مرز ریزدانه است، در آلیاژ AZ31 مشاهده شده‌است. تبلور مجدد دینامیکی غیر پیوسته نیز بوسیلهٔ جابجایی محلی، مرز دانه‌های با زاویهٔ زیاد که از قبل وجود داشتند اتفاق می‌افتد که ساختار گردن بندی ایجاد می‌کند و در بسیاری از موارد مشاهده شده‌اند معمولاً در دمای بالاتر (۴۵۰–۳۰۰) دوقلویی‌ها متوقف می‌شوند. تبلور مجدد دینامیکی می‌تواند شکل پذیری را زیاد کند.
کنترل اندازهٔ دانه و بافت بوسیلهٔ فرآیندهای ترمو مکانیکی دو راه مهم برای افزایش خواص مکانیکی آلیاژهای Mg است. در سال‌های اخیر نورد باسرعت متغیر به عنوان روشی کارآمد برای افزایش توامان استحکام و شکل پذیری در آلیاژهای Mg به کار گرفته شده‌است. در این روش غلطک‌های بالا و پایین با سرعت متفاوت دوران می‌کنند که این موضوع باعث به وجود آمدن کرنشی برشی می‌شود که این کرنش برشی باعث ریزدانه شدن و کاهش بافت قاعده‌ای نسبت به فرایند نورد با سرعت برابر می‌شود. در سال ۲۰۱۵ کاسیم و همکارانش تأثیر دمای تغییر شکل بر میکرو ساختار و خواص مکانیکی AZ31 تولیدی به وسیلهٔ نورد با سرعت متغیر را بررسی نمودند. در بررسی آنها، DSR بر روی نمونهٔ AZ31 در دماهای مختلف ۴۷۳ و ۵۲۳ و ۵۷۳ و ۶۲۳ درجه کلوین بوسیلهٔ نورد یک مرحله‌ای و دو مرحله‌ای انجام شد. طبق تحقیق آن‌ها دمای نورد به عنوان یک پارامتر بسیار مهم در توسعه میکرو ساختار شناخته شد. بعد ازDSR در دمای 473K میکرو ساختاری همگن تر نسبت به حالتی که به وسیله نورد باسرعت برابر انجام شده بود تشکیل شد. ساختار کاملاً تبلور مجدد یافته توسط DSR در دمای 573K و 623K بدست آمد. به عنوان خواص مکانیکی استحکام تسلیم، استحکام نهایی کششی به‌طور یکنواخت با افزایش دمای نورد کاهش پیدا کردند و الانگیشن با افزایش دمای نورد افزایش یافت.